# رولینگ هیلز استیتز (کالیفرنیا)
رولینگ هیلز استیتز (به انگلیسی: Rolling Hills Estates) شهری در شهرستان لس‌آنجلس، کالیفرنیا ایالت کالیفرنیا است که در سرشماری سال ۲۰۱۰ میلادی، ۸۰۶۷ نفر جمعیت داشته‌است.